# محمد عالي ملغاغ
 محمد عالي ملغاغ لاعب تايكوندو مغربي، من مواليد 1985, ابن مدينة كلميم المغربية, 

## ألقابه في التايكوندو
حقق مجموعة من الألقاب وحائز على عدة جوائز عالمية وقارية في وزني أقل من 58 كلغ وأقل من 54 كلغ من ابرزها:
- - المركز الأول في دوري لاس فيكاس المفتوح بالولايات المتحدة سنة 2011.
- - المرتبة الثالثة في دوري إسبانيا المفتوح سنة 2011.
- - المرتبة الثانية في دوري بلجيكا المفتوح سنة 2011.
- - المركز الأول في بطولة العالم الفرنكفونية ببرلين لسنة 2010.
- - المركز الثالث في الدوري الدولي ببلجيكا سنة 2010.
- - الصف الأول في دوري ليبيا سنة 2009.
- - المركز الثالث في دوري بالرباط سنة 2009.
- - المركز الأول في الدوري المغاربي بتونس 2009.
- - المركز الأول بالدوري الأولمبي التونسي 2008.
- - المركز الثالث بالألعاب العربية بجمهورية مصر سنة 2007.
- - الصف الأول بالدوري الأولمبي بالمغرب سنة 2006.
- - المركز الخامس ببطولة العالم بدولة التايلاند 2006.
- - المركز الأول بالدوري الدولي بتونس سنة 2006.
- - وصيف بطل أفريقيا لسنة 2005.
- - بطل المغرب لسنوات 2004-2005-2006-2007-2008 و 2009

حصل على ذهبية أقل من 58 كلغ في بطولة العالم الفرنكفونية السابعة بالبنين عقب تحقيقه انتصارات في جل مبارياته القوية و التي أظهر من خلالها مستوى عال خوله الحصول على الرتبة الأولى رفقة المنتخب المغربي ب 4 ذهبيات و فضية واحدة).
بطل العالم الفرانكفوني للتايكواندو في بطولة كأس العالم الفرنكفونية الخامسة للأوزان الأولمبية المنظمة بدولة الغابون 2008.
حاليا يزاول التدريب برياضته المفضلة في صنفي الذكور والإناث ، وقريبا سيتخرج أبطال جدد في واحدة من أرقى الرياضات العالمية.